# Friendly (Wirginia Zachodnia)
Friendly – miasto w Stanach Zjednoczonych, w stanie Wirginia Zachodnia, w hrabstwie Tyler.